# 추연규
추연규(1983년 9월 26일 ~ )는 대한민국의 배우이다.

## 출연

### 영화
- 《태어나자마자 핵인싸》 (2020년) - 아주버님 역
- 《바람이 지나간 자리》 (2020년) - 병태 역
- 《무기들의 시간》 (2019년) - 치승 역
- 《나쁜 녀석들: 더 무비》 (2019년) - 조동철형사 1 역
- 《시대정신》 (2018년) - 연규 역
- 《죄 많은 소녀》 (2018년) - 경민삼촌 역
- 《물괴》 (2018년) - 수색대조장 3 역
- 《독전》 (2018년) - 실험실 직원 역
- 《아이 캔 스피크》 (2017년) - 구청직원 1 역
- 《군함도》 (2017년) - 유곽 포주 역
- 《원라인》 (2017년) - 형사 5 역
- 《고산자, 대동여지도》 (2016년) - 토사현 지원대 6 역
- 《차이나 블루》 (2012년) - 대학교 조교 역
- 《아부의 왕》 (2012년) - 친구 1 역
- 《쩨쩨한 로맨스》 (2010년) - 안경남 역

### 드라마
- 《초콜릿》 (2019년, JTBC)
- 《특별근로감독관 조장풍》 (2019년, MBC)
- 《바벨》 (2019년, TV조선)
- 《열두밤》 (2018년, 채널A) - 인천공항 입국 관리국 남직원 역
- 《시간》 (2018년, MBC)
- 《작은 신의 아이들》 (2018년, OCN)
- 《으라차차 와이키키》 (2018년, JTBC)
- 《돈꽃》 (2017년, MBC)
- 《슬기로운 감빵생활》 (2017년, tvN)
- 《시카고 타자기》 (2017년, tvN)
- 《비밀의 숲》 (2017년, tvN)
- 《황금빛 내 인생》 (2017년, KBS2)
- 《훈장 오순남》 (2017년, MBC)
- 《왕은 사랑한다》 (2017년, MBC)
- 《역적 : 백성을 훔친 도적》 (2017년, MBC)
- 《내성적인 보스》 (2017년, tvN)
- 《행복을 주는 사람》 (2016년, MBC)
- 《THE K2》 (2016년, tvN)
- 《불어라 미풍아》 (2016년, MBC)
- 《38사기동대》 (2016년, OCN)
- 《징비록》 (2015년, KBS1) - 고니시 부관 역

### 연극
- 《기억의 체온》
- 《바바라 컬렉션》
- 《here to serve you》
- 《지상천하의 얼간이들》
- 《좌와 벌》
- 《이방인》